# جيمي ستيوارت
جيمي ستيوارت (بالإنجليزية: Jamie Stuart) (15 أكتوبر 1976 في المملكة المتحدة - ) هو لاعب كرة قدم بريطاني في مركز الدفاع. شارك مع منتخب إنجلترا تحت 18 سنة لكرة القدم ومنتخب إنجلترا تحت 21 سنة لكرة القدم ومنتخب إنجلترا لكرة القدم C ‏. أما مع النوادي، فقد لعب مع تشارلتون أثلتيك وروشدين ودايموندز ونادي بوري ونادي ساوثيند يونايتد ونادي مارغيت ونادي ميلوول وهورنتشورتش وساتون يونايتد وإيه أف سي ويمبلدون وغرايز أتلاتيك ‏.

## وصلات خارجية
- جيمي ستيوارت على موقع قاعدة بيانات كرة القدم.إي يو (الإنجليزية)
- جيمي ستيوارت على موقع Soccerbase.com (لاعب) (الإنجليزية)
- جيمي ستيوارت على موقع عالم كرة القدم.نت (الإنجليزية)